# 纸坊乡 (志丹县)
纸坊乡是中国陕西省延安市志丹县下辖的一个乡。

## 行政区划
纸坊乡下辖以下行政区：
纸坊村、阳台村、阳庄村、李畔村、高粱村、王山台村、稍沟村、米岭山村、太阳湾村、白银河村、新庄梁村、幸福沟村、水沟村、郝岔村